# New York Central Railroad

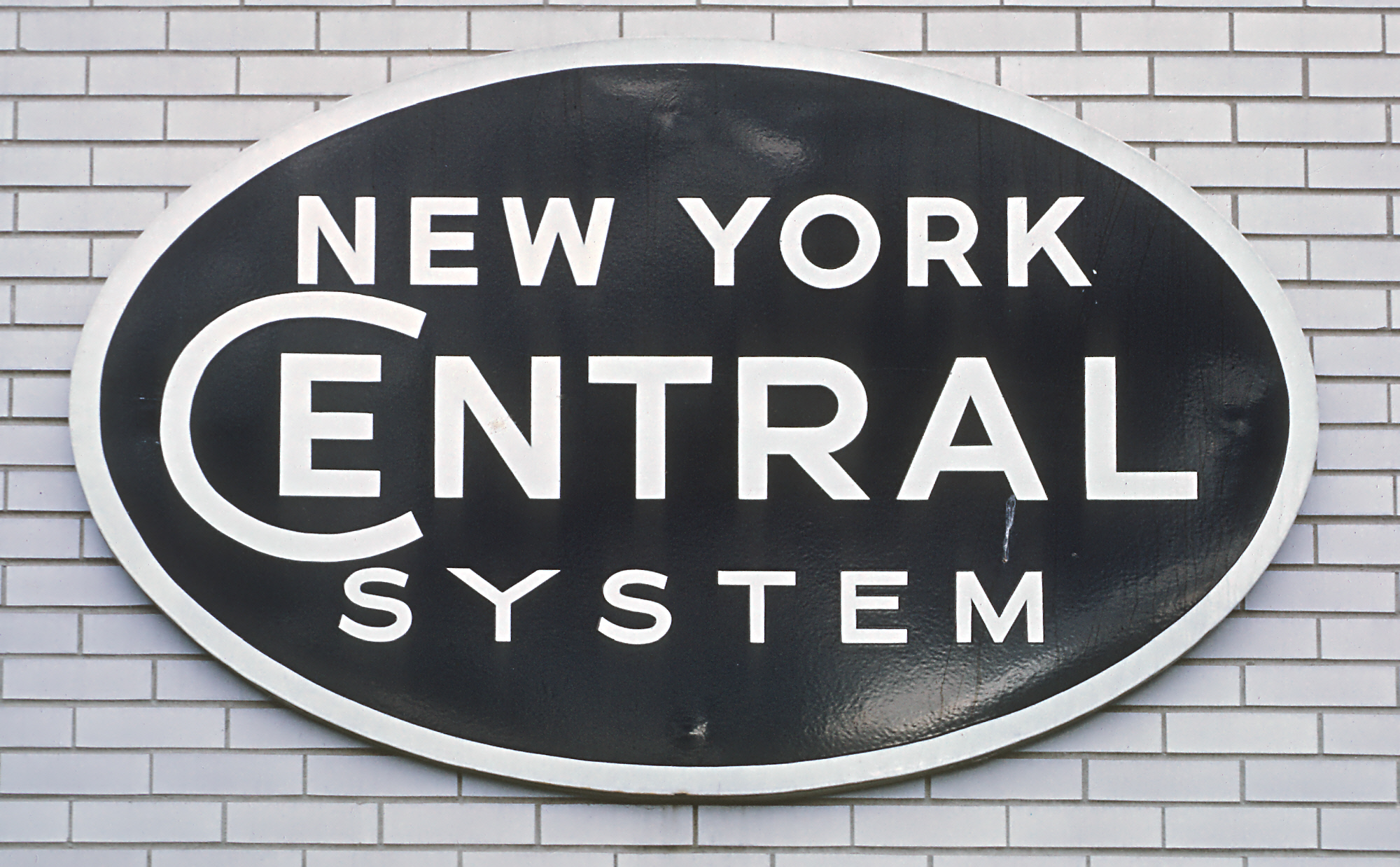
Logo „New York Central System“ 1967 an der seitdem abgerissenen Union Station in Dayton

Die New York Central Railroad, abgekürzt NYC, war eine US-amerikanische Eisenbahngesellschaft mit Sitz in New York City. Die Gesellschaft wurde von Erastus Corning 1853 durch den Zusammenschluss von zehn Bahngesellschaften gegründet und bestand bis 1968. Hauptziele der Verbindungen waren Chicago und Boston.
1867 übernahm Cornelius Vanderbilt die Kontrolle über die Gesellschaft. 1869 wurde die Gesellschaft durch die Integration weiterer bis dahin eigenständiger Bahnlinien weiter vergrößert.
Die Strecken der NYC verliefen, soweit möglich, in Flusstälern, so dass kaum größere Geländeschwierigkeiten überwunden werden mussten. Dies wirkte sich auch auf die Konstruktion der Dampflokomotiven der Gesellschaft aus, die durchweg für Flachlandstrecken und hohe Geschwindigkeiten ausgelegt waren. Mit den Baureihen Klasse L „Mohawk“, Klasse J „Hudson“ und Klasse S „Niagara“ war die New York Central Namensgeberin für mehrere Lokomotivbezeichnungen in Nordamerika. Die zwölf „Super Hudson“-Stromlinienlokomotiven Klasse J-3a in Gestaltung des Industriedesigners Henry Dreyfuss für den 20th Century Limited und Empire State Express sowie die Niagaras gelten als Höhepunkte des amerikanischen Lokomotivbaus. Trotz des modernen und jungen Dampflokparks setzte die NYC nach dem Zweiten Weltkrieg schnell und umfassend auf den Einsatz von Diesellokomotiven.
Trotz allem konnte der Niedergang der NYC nicht aufgehalten werden und die Familie Vanderbilt zog sich sukzessive aus dem Eisenbahngeschäft zurück. Robert Ralph Young mit der Alleghany Corporation übernahm die Kontrolle über die Gesellschaft, konnte jedoch seine Ziele nicht verwirklichen. 1958 konnte erstmals keine Dividende gezahlt werden. 1968 schließlich ging die Gesellschaft mit der Pennsylvania Railroad in der Penn Central auf.

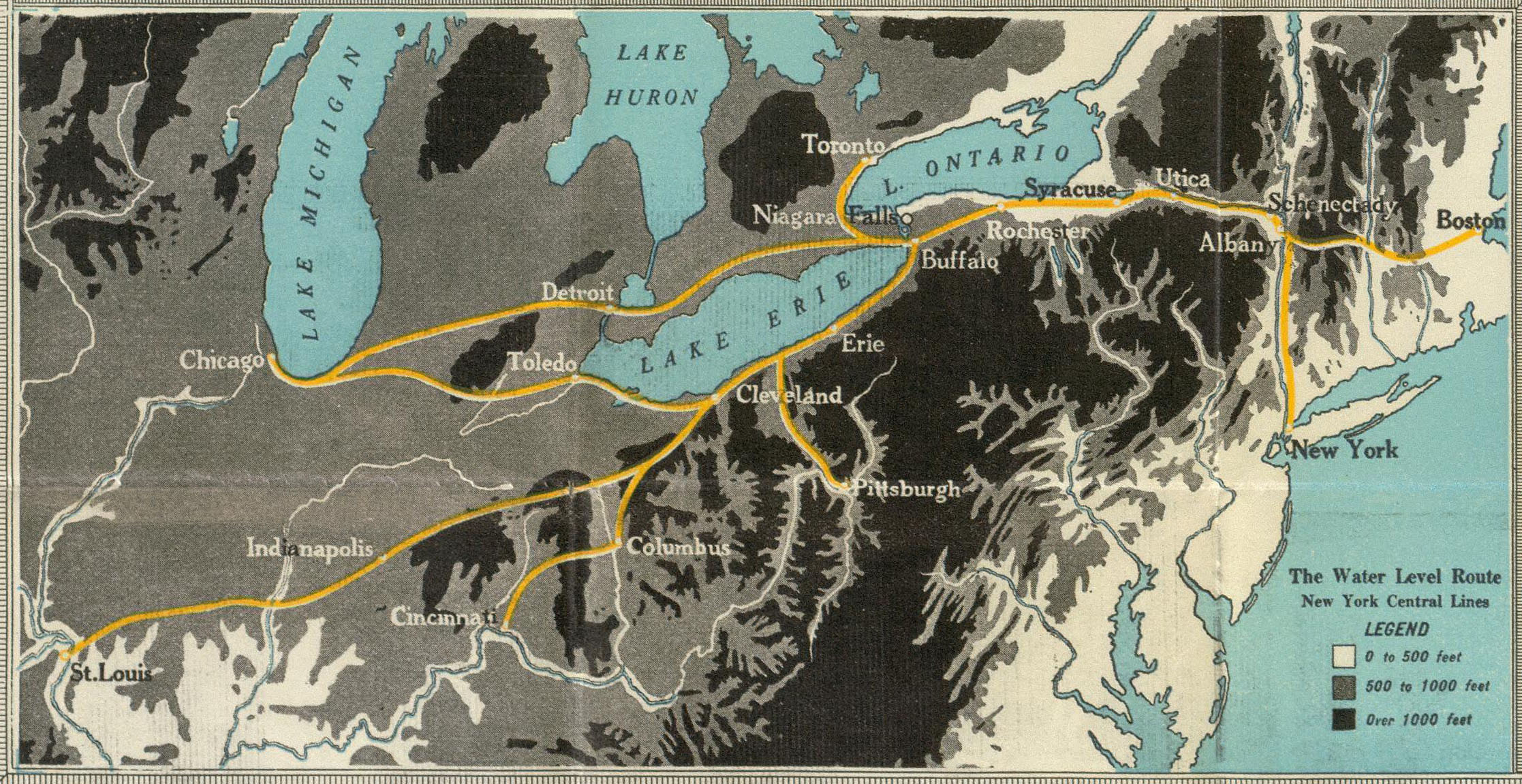
Karte der sog. „Water Level“ Route um 1929

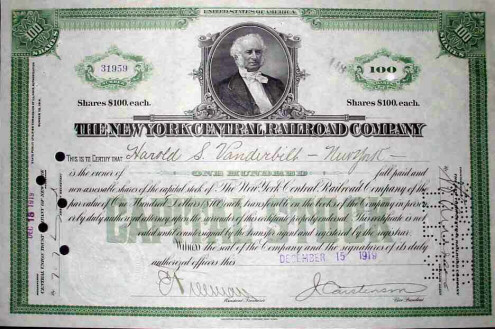
Aktie der New York Central Railroad von 1919

## Geschichte

### Die Vorläufer: 1826–1853
Das älteste Teilstück der zukünftigen NYC war die erste Eisenbahnstrecke im US-Bundesstaat New York und eine der ersten in den USA. Die Mohawk and Hudson Railroad wurde 1826 gegründet und verband den Mohawk River bei Schenectady mit dem Hudson River bei Albany und bildete somit eine Alternative zum Eriekanal für den Gütertransport. Die Mohawk and Hudson öffnete eine Strecke am 24. September 1831 und wechselte ihren Namen zu Albany and Schenectady Railroad am 19. April 1847.
Die Syracuse and Utica Railroad wurde am 1. Mai 1836 gegründet, musste jedoch ebenfalls Entschädigungszahlungen an den Staat zahlen für Güterverkehr, der dem Kanal abgenommen wurde. Die Gesamtstrecke dieser Bahn wurde am 3. Juli 1839 eröffnet und stellte eine Verlängerung der bisherigen Strecke dar, so dass diese sich nunmehr bis Syracuse über Rome erstreckte (und darüber hinaus bis nach Auburn über die zwischenzeitlich bereits eröffnete Auburn and Syracuse Railroad). Diese Linie verlief jedoch nicht auf der direkten Strecke, sondern machte einen Umweg, um dem Eriekanal zu folgen und damit an Rome vorbeizukommen. Daher wurde am 26. Januar 1853 die Syracuse and Utica Direct Railroad gegründet. Diese Eisenbahngesellschaft hat ihre geplante Strecke jedoch nie gebaut, obwohl später die West Shore Railroad, die 1885 von der NYC übernommen wurde, die gleiche Strecke betrieb.
Während die Auburn and Syracuse Railroad am 11. Mai 1834 gegründet wurde, ist der Großteil ihrer Strecke erst zum Jahr 1838 eröffnet worden--das letzte Teilstück von 6 km Länge jedoch erst am 4. Juni 1839. Einen Monat später mit Betriebsbeginn der Syracuse and Utica Railroad, betrieben beide Bahnen zusammen eine Linie, welche die komplette Strecke von Albany westlich über Syracuse bis nach Auburn, auf etwa dem halben Weg nach Geneva, betrieb. The Auburn and Rochester Railroad, gegründet am 13. Mai 1836, war eine Erweiterung über Geneva und Canandaigua bis nach Rochester. Diese eröffnete am 4. November 1841.
Die Auburn and Rochester und die Auburn und Syracuse verschmolzen am 1. August 1850 zur Rochester and Syracuse Railroad. Zur Abrundung wurde die Rochester and Syracuse Direct Railroad ins Leben gerufen, die mit der Rochester and Syracuse im 6. August 1850 verschmolz. Deren Linie, welche die direkte Verbindung zwischen den beiden Städten herstellte, parallel zum Erie-Kanal, wurde am 1. Juni 1853 eröffnet.
Der Industrielle aus Albany, dem die Mohawk Valley Railroad gehörte, Erastus Corning, erreichte, dass die zehn Vorläufereisenbahnen sich zu einem einzigen System zusammenschlossen, und am 17. März 1853 vereinbarten sie den Zusammenschluss in eine einzige Gesellschaft. Das Landesparlament von New York genehmigte am 2. April den Zusammenschluss, der am 17. Mai wirksam wurde. Die so gebildete Gesellschaft trug den Namen New York Central Railroad.

### Die Jahre unter Erastus Corning: 1853–1867
Die ersten Jahre der neu fusionierten Gesellschaft wurden durch weitere Übernahmen geprägt.
1852 wurde die Rochester and Lake Ontario Railroad gegründet. Ihre Strecke wurde noch vor der Fertigstellung (Herbst 1853) an die Rochester, Lockport and Niagara Falls Railroad, die ebenfalls später ein Teil der NYC wurde, verpachtet. 1855 wurde die Rochester und Lake Ontario von der NYC übernommen und diente danach als eine Zweiglinie, die von Rochester nördlich nach Charlotte an den Ufern des Ontariosees führte.

### Cornelius Vanderbilt und Nachfahren: 1867–1954

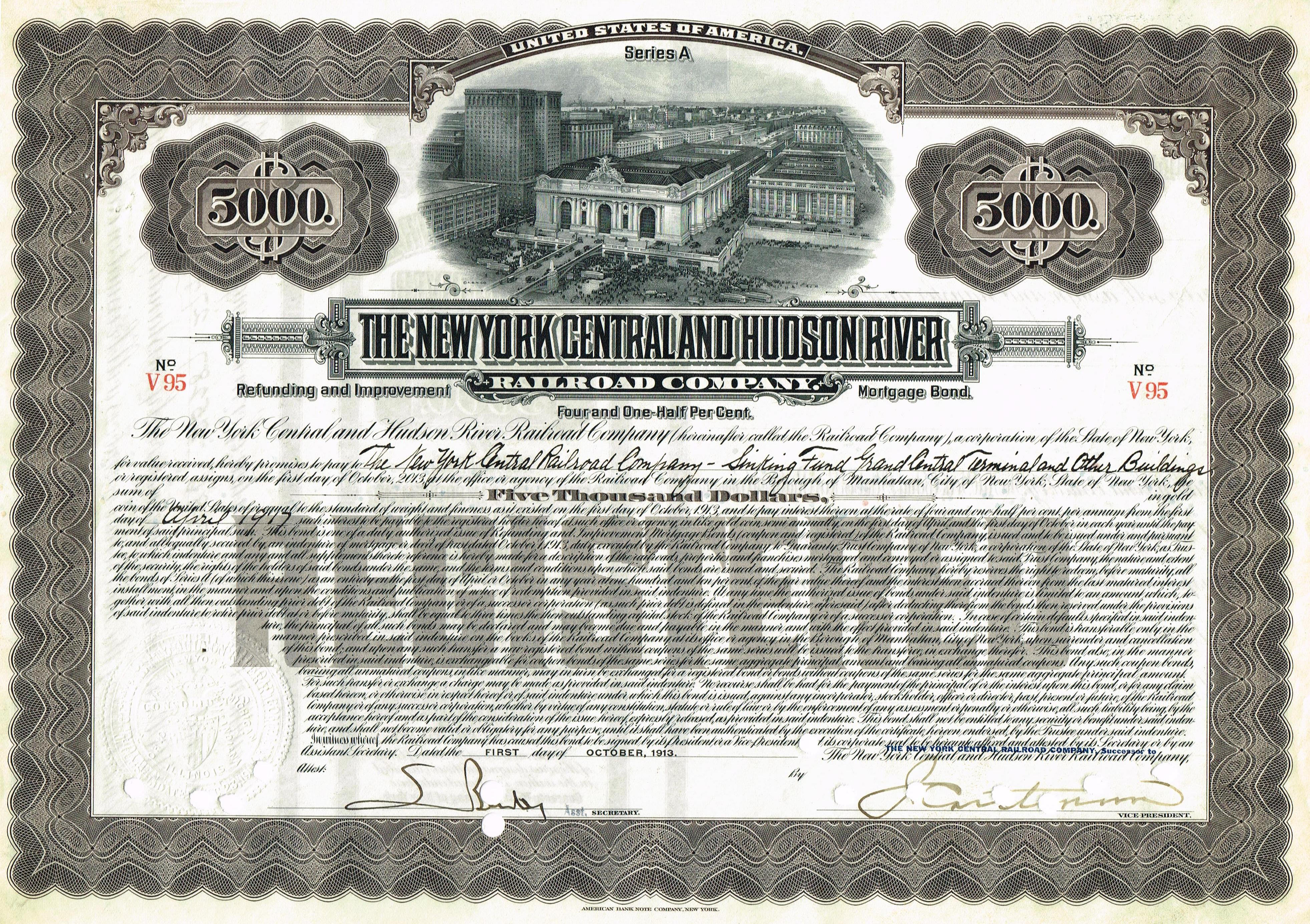
Anleihe über 5000 $ der New York Central and Hudson River Railroad Company vom 1. Oktober 1913

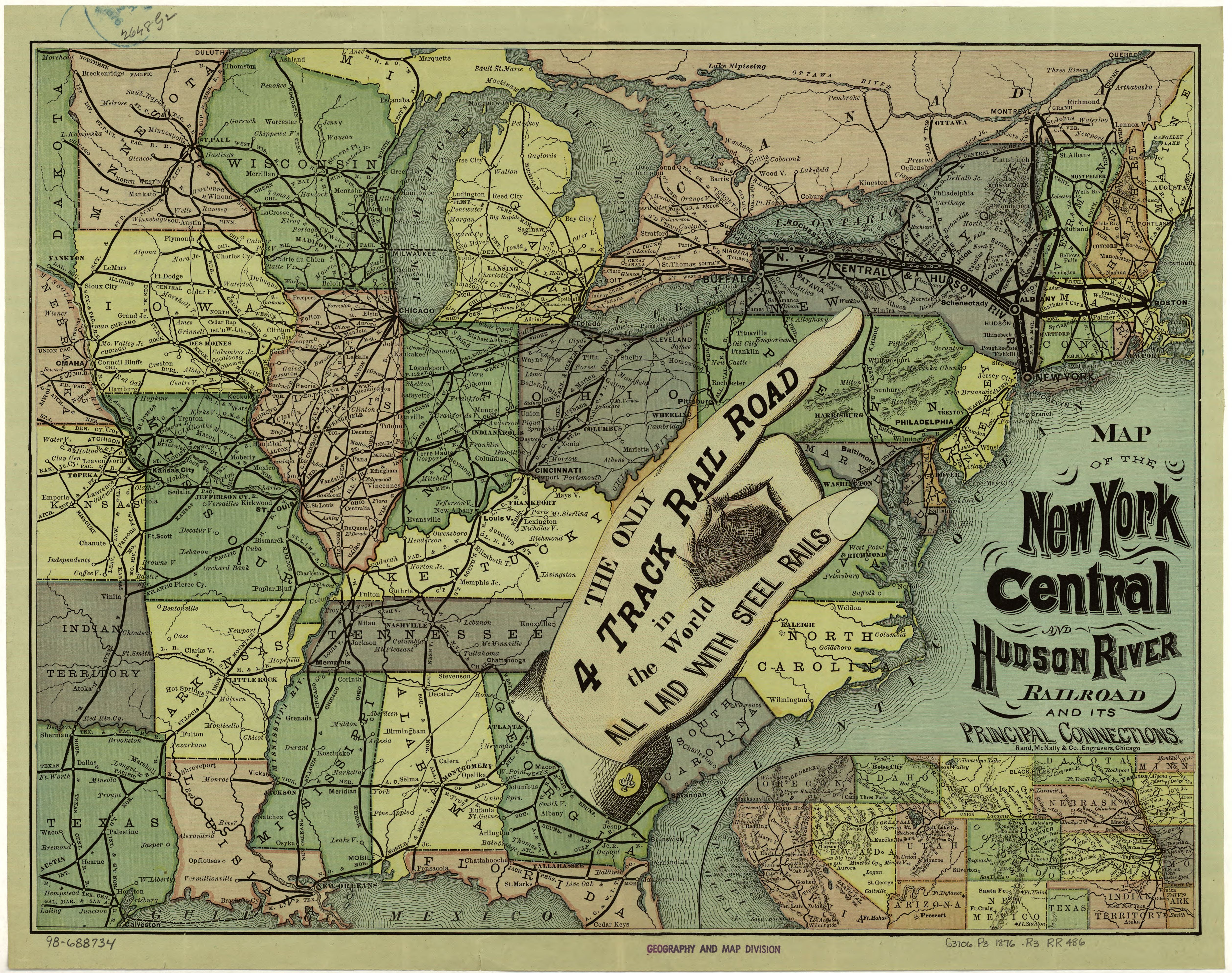
Karte von 1876

Karte von ca. 1893

Karte von 1900

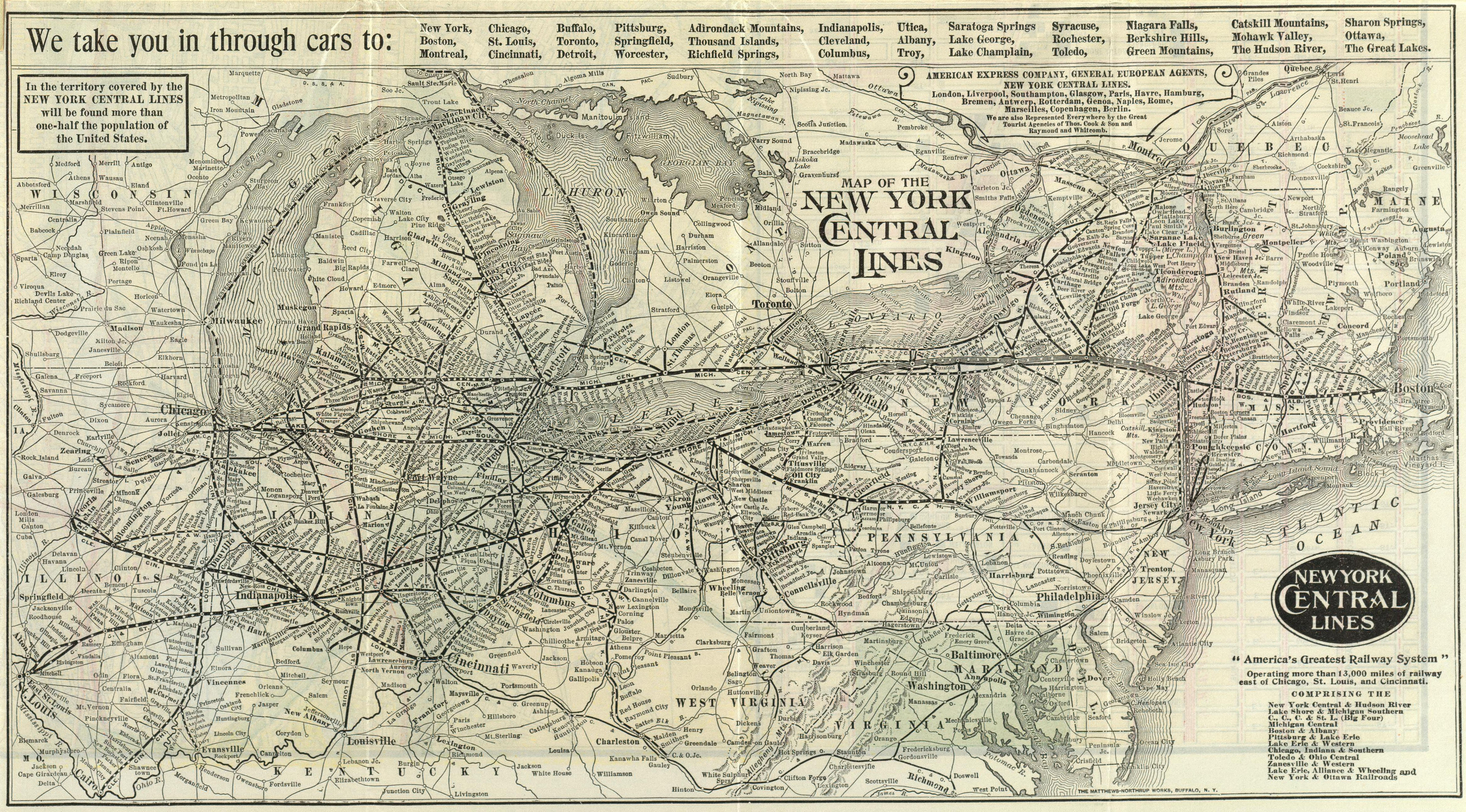
Karte von 1918

1867 gewann Cornelius Vanderbilt die Kontrolle über die NYC, mit der Hilfe strategischer Manöver in Verbindung mit der Hudson River Bridge in Albany. Ab dem 1. Februar 1868 strukturierte er das Management der Gesellschaft um und senkte Kosten. So schränkte er die Zahl von Freifahrten für Mitarbeiter und deren Angehörige erheblich ein und entließ zahlreiche Mitarbeiter. Seine Anweisung, im Rahmen der Einsparungen Messingverzierungen an den Lokomotiven schwarz anzustreichen, um die Zeit zum Polieren dieser Beschläge einzusparen, rief in der zeitgenössischen Presse ein starkes Echo hervor. Am 1. November 1869 ließ er die NYC mit seiner Hudson River Railroad zur New York Central and Hudson River Railroad fusionieren. Somit vergrößerte sich die Reichweite des Systems südlich von Albany entlang des östlichen Ufers des Hudson Rivers bis nach New York City. Nördlich von Albany verlief die angemietete Troy and Greenbush Railroad bis nach Troy.
Vanderbilts andere Bahnlinien waren New York and Harlem Railroad, Lake Shore and Michigan Southern Railway, Canada Southern Railway und Michigan Central Railroad, die später ebenso zur New York Central kamen.
Die Cleveland, Cincinnati, Chicago and St. Louis Railway, auch als Big Four bezeichnet, wurde am 30. Juni 1889 durch den Zusammenschluss der Cleveland, Columbus, Cincinnati and Indianapolis Railway, Cincinnati, Indianapolis, St. Louis and Chicago Railway und der Indianapolis and St. Louis Railway gebildet. Bis 1906 hatte die New York Central and Hudson River Railroad die Big Four acquiriert.
1914 änderte die New York Central and Hudson River Railroad ihren Namen in New York Central Railroad. Gleichzeitig wurden etliche Tochterunternehmen auf die NYC verschmolzen.

### Robert R. Young: 1954–1958
Die Familie Vanderbilt, die ihren Anteil an der NYC stetig zurückgefahren hatte, verlor 1954 bei der Jahreshauptversammlung eine Abstimmung gegen Robert Ralph Young und die Alleghany Corporation, die er führte.
Obwohl viel erreicht wurde, um den Betrieb der NYC zu verschlanken, wurden Fusionen mit anderen Eisenbahngesellschaften für das einzige Erfolgsrezept in jenen für die Eisenbahnen wirtschaftlich schwierigen Zeiten gehalten. Nur so, so dachte man, konnte eine finanzielle Stabilität erreicht werden. 1957 wurden Fusionsgespräche mit dem direkten Mitbewerber Pennsylvania Railroad aufgenommen.
Young wurde für einen Eisenbahnvisionär gehalten, aber der Zustand der heruntergewirtschafteten New York Central war schlechter als er es eingeschätzt hatte. Da er nicht in der Lage war, seine Versprechen zu halten, musste Young die Dividendenzahlungen im Januar 1958 sogar aussetzen. Im gleichen Monat nahm er, bereits langjährig an klinischer Depression erkrankt, sich im Alter von 60 Jahren das Leben.

### Alfred E. Perlman: 1958–1968
Nach dem Tod von Young übernahm Alfred E. Perlman die Führung der NYC. Perlman hatte bereits seit 1954 unter Young für die Firma gearbeitet.
Unter Perlman wurden die Fusionsverhandlungen mit der PRR und die Planung zur praktischen Durchführung des Zusammenschlusses vorangetrieben.
Kurz vor dem Zusammenschluss mit der PRR kam es 1966 zu Versuchsfahrten mit einem Triebwagen mit Strahltriebwerken. Der M-497, auch Black Beetle genannt, erlangte den bis heute ungebrochenen Zug-Geschwindigkeitsrekord für die USA von 183 mph (296 km/h). Auf der Basis eines Dieseltriebwagens vom Typ Budd RDC 3 wurden zwei Jet-Antriebsaggregate von General Electric, aus Convair B-36 Interkontinentalbombern, montiert. Umgesetzt wurde die technisch als machbar und erfolgreich eingestufte Versuchsanordnung nicht. Es wurden Probleme mit der zu geringen Belastbarkeit der Schienenwege bei solch hohen Geschwindigkeiten befürchtet. In der Penn Central-Zeit wurde der Triebwagen wieder zurückgebaut und im normalen Zugverkehr ohne seinen markanten Spoiler eingesetzt und 1984 verschrottet.

### Penn Central, Conrail, CSX: 1968 bis heute

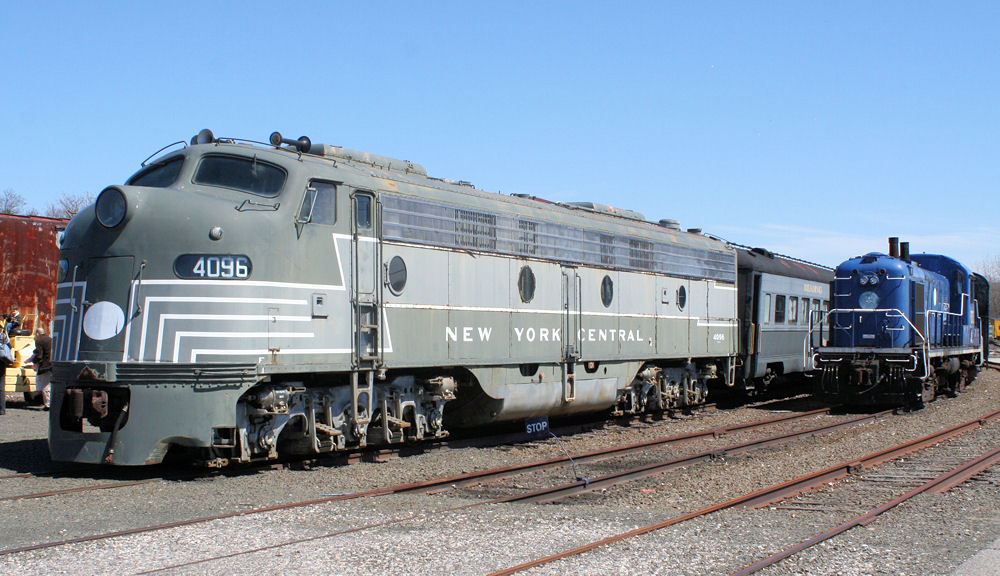
New York Central EMD-Diesel der Reihe E 9 in Danbury, Conn.

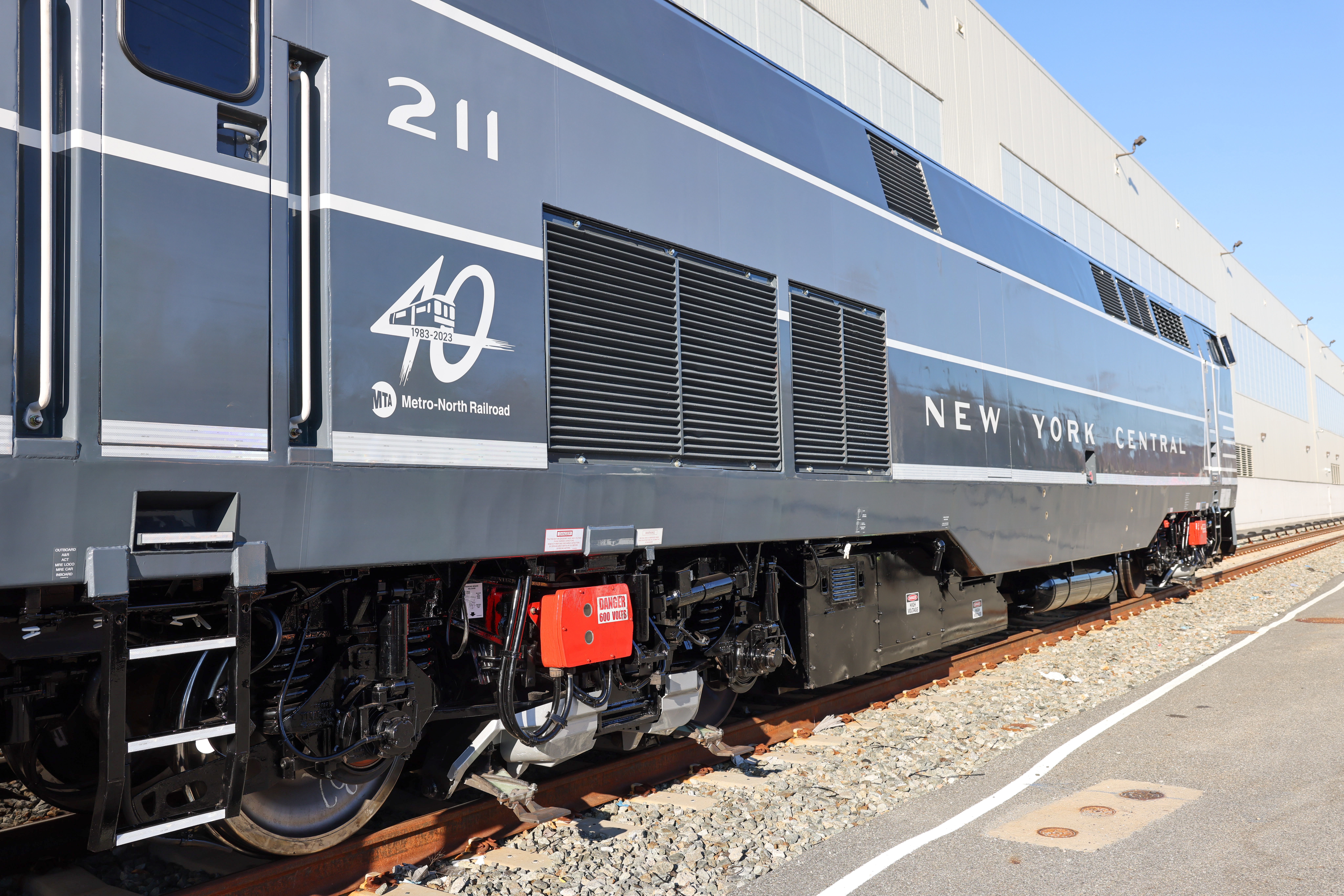
Lokomotive der Metro-North Railroad im Jahr 2023 in den Farben der New York Central zur Erinnerung an den Betriebsübergang 40 Jahre zuvor

Am 11. Februar 1968 verschmolz die New York Central Railroad mit der Pennsylvania Railroad zur Penn Central, die 1969 auch die New York, New Haven and Hartford Railroad übernahm.
Nach dem im ersten Jahr ein kleiner Verlust ausgewiesen wurde, musste am 21. Juni 1970 der Konkurs angemeldet werden. Penn Central hatte 325 Millionen Dollar Schulden produziert. Doch so einfach konnte die Gesellschaft nicht abgewickelt werden, betrieb sie doch ein Drittel aller Reisezüge der USA.
Erste Konsequenz war die Gründung der halbstaatlichen Personenverkehrsgesellschaft Amtrak, die landesweit am 1. Mai 1971 den Reisezugbetrieb von Penn Central und 17 anderen Bahngesellschaften in den USA übernahm, aber zwei Drittel der US-amerikanischen Reisezüge einstellte. Penn Central betrieb weiter den Güter- und Personennahverkehr.
Fünf Jahre später ging Penn Central mit weiteren bankrotten Bahngesellschaften im Nordostkorridor in der neugegründeten Consolidated Rail, kurz Conrail auf. Die Rechte an der Hauptstrecke im Nordostkorridor wurden von Conrail auf Amtrak übertragen. Der Personenverkehr wurde am 1. Januar 1983 von regionalen Behörden übernommen: In den Bundesstaaten Connecticut und New York von der Metropolitan Transportation Authority mit ihrer Tochterfirma Metro-North Railroad, in Massachusetts von der Massachusetts Bay Transportation Authority zunächst mit Amtrak und seit 2003 mit MBTA Commuter Rail.
Am 6. Juni 1998 wurde der überwiegende Teil von Conrail zwischen Norfolk Southern Railway und CSX Transportation aufgeteilt. New York Central Lines wurde danach als Tochtergesellschaft von Conrail gegründet, um die Linien der Conrail zu halten, die von CSX betrieben werden sollten. Darunter war auch die alte Water Level Route enthalten, aber nur zwischen Albany und Cleveland, den westlichen Teil übernahm Norfolk Southern. Weitere Bahnlinien der NYC gehören heute zur CSX, aber auch vielen regionalen Bahnen (Short Lines).

## Berühmte Züge
Bekanntester Zug der NYC war der von 1902 bis 1967 zwischen New York und Chicago verkehrende luxuriöse 20th Century Limited. Ab 1938 setzte die NYC im 20th Century Limited Stromlinienzüge nach Entwürfen von Henry Dreyfuss ein. Neben Schlafwagen und Speisewagen gab es im Zug ein Zugsekretariat, einen Friseursalon und einen Kanzelwagen am Zugschluss.
Der Lake Shore Limited verband im Passagierverkehr die Metropole des Mittleren Westen Chicago über Albany-Rensselaer mit Boston bzw. New York City. Er wurde so benannt, da große Teile der Strecke an den Ufern des Michigan-, Erie- und Ontariosee entlangführte. Die Verbindung wird heute noch unter gleichem Namen durch die Amtrak bedient.